# Mlýny ve Stachovicích
Ve Stachovicích se nacházely dva celé vodní mlýny, mlýnice jednoho děrenského vodního mlýna a dva větrné mlýny.
- vodní mlýn číslo popisné 3

- Panský vodní mlýn číslo popisné 53
- větrný mlýn – větřák Kretschmerův
- větrný mlýn – větřák Bodirského

## Historie

### Vodní mlýn číslo popisné 3
Vodní mlýn číslo popisné 3 se nacházel pravým břehem mlýnského náhonu (německy Mühl Bach), vedeného v třicátých letech 19. století z pravého břehu Husího potoka od sousedního stachovického čísla popisného 4 do Hladkých Životic (německy Seitendorf), oddělen od pravého břehu Husího potoka (německy Gans Bach) v dolní části Stachovic. Voda byla přiváděná jiným mlýnským náhonem (německy též Mühl Bach), který vytékal z pravého břehu Husího potoka nad kostelem svaté Kateřiny Alexandrijské, křížil tok Jestřabského potoka, který pravděpodobně pokračoval k číslu popisnému 4 příkopem (německy Graben). Na mapě Císařských povinných otisků Stabilního katastru je mlýn k roku 1833 vyobrazen s číslem stavebního pozemku 3 a se dvěma mlýnskými koly. První zmínka je z roku 1620, kdy jej koupil Bart Hons od dědiců zemřelého mlynáře Matěje Melče. Mlýn ke konci třicetileté války vyhořel, ale jeho majitelem Adamem Piltznerem byl znovu vystavěn. V roce 1802 majitel vodního mlýna Mates Bernhauer ze Zbyslavic žádal o povolení postavit větrný mlýn. Jeho žádost byla zamítnuta s odůvodněním, že Stachovice mají už dva vodní mlýny. Mezi posledními majiteli z roku 1935 se uvádí Andres (Andresův mlýn), mlýn byl vybaven Francisovou turbínou pro průtok 250 l/s a výkonem 6,66 kW.

### Panský vodní mlýn
Panský vodní mlýn (č. p. 53) mlýn (dominikální) se nacházel nalevo od pobřežní cesty vedoucí po levém břehu Husího potoka v horní části Stachovic. Na mapě Císařských povinných otisků Stabilního katastru je mlýn k roku 1833 vyobrazen s čísly stavebních pozemků 80 a 81 a se dvěma mlýnskými koly. Mlýnský náhon (německy Mühl Bach) začínal nad Stachovicemi a zpátky vracel vodu do Husího potoka (německy Gans Bach) nad kostelem svaté Kateřiny Alexandrijské. První zmínka je z roku 1765, kdy jej Josef Václav hrabě z Vrbna, pán Fulneku, prodal mlynáři Janu Kretschmerovi. Mlýn byl na horní vodu a měl dvě složení. V roce 1840 koupil moučný mlýn Augustin Kretschmer (vnuk předešlého), který se vyplatil částkou 838 zlatých a 20 krejcary z povinnosti vůči vrchnosti. Mimo vybraných poddaných ze Stachovic museli zde mlít sedláci z Kujav.

### Větřák Kretschmerův
Větřák Kretschmerův byl postaven v roce 1807 a nacházel se na západním směrem cca 1200 m od kostela ve Stachovicích. Majiteli byli mlynáři vodního mlýna č. p. 53.

### Větřák Bodirského
Větřák Bodirského se nacházel severovýchodním směrem od kostela cca 350 metrů. V roce 1849 žádal o povolení postavit větrný mlýn sedlák Mates Boridský na svém pozemku. Mlynářská chalupa měla číslo popisné 103. Rod Bodirských měl mlýn do roku 1885.
Oba větřáky ukončily činnost před první světovou válkou. Oba větřáky jsou ještě zachyceny na speciálních mapách z roku 1928 (mapový list 4160, měřítko 1:75 000).